# Marija Alexandrowna Bolschanina
Marija Alexandrowna Bolschanina (russisch Мария Александровна Большанина; * 9. Augustjul. / 21. August 1898greg. in Tomsk; † 28. März 1984 ebenda) war eine russische Physikerin, Materialwissenschaftlerin und Hochschullehrerin.

## Leben
Bolschanina wuchs in einer bürgerlichen Familie zusammen mit vier Schwestern und einem Bruder auf. 1915 schloss sie das Tomsker Mariinskaja-Mädchengymnasium mit einer Goldmedaille ab. Darauf begann sie das Physik-Studium an  der Universität Tomsk (TGU), das sie nach Erstem Weltkrieg, Februarrevolution 1917, Oktoberrevolution und Russischem Bürgerkrieg mit Besetzung Tomsks durch die Weiße Armee Admiral Koltschaks  und dem Sieg der Roten Armee 1922 mit Auszeichnung abschloss. Schon während des Studiums lehrte sie ab 1920 an der RabFak der TGU.
1922 wurde Bolschanina Wissenschaftliche Mitarbeiterin am Physik-Lehrstuhl der TGU und 1929 Assistentin. Ab 1925 war sie auch Wissenschaftliche Mitarbeiterin des Tomsker Technologischen Instituts, aus dem 1928 das Sibirische Physikalisch-Technische Institut hervorging. Während der Stalinschen Säuberungen wurde sie am 7. März 1930 wegen konterrevolutionärer Tätigkeit verhaftet, aber am 9. Juni wieder freigelassen.
1931 wurde Bolschanina Dozentin am Physik-Lehrstuhl der TGU. 1935 wurde sie zur Kandidatin der physikalisch-mathematischen Wissenschaften promoviert, ohne eine Dissertation verteidigen zu müssen. 1936 wurde sie Professorin der TGU (bis 1973) und Dekanin der physikalisch-mathematischen Fakultät (bis 1937). Ab 1938 leitete sie den Lehrstuhl für allgemeine Physik und von 1939 bis 1969 den Lehrstuhl für Experimentalphysik. 1941 wurde sie nach Verteidigung ihrer Dissertation zur Doktorin der physikalisch-mathematischen Wissenschaften promoviert. 1969–1973 war sie beratende Professorin der TGU.
Im Mittelpunkt der wissenschaftlichen Arbeit Bolschaninas stand das mechanische Verhalten von Festkörpern. Sie entwickelte eine Plastizitätstheorie und untersuchte Probleme warmfester Legierungen. Zusammen mit ihrem Lehrer W. D. Kusnezow verfasste sie ein Lehrbuch der Materialphysik. Während des Deutsch-Sowjetischen Krieges untersuchte sie Probleme des Punzierens von Metallen im Hinblick auf die Penetration von Panzerungen. In späteren Jahren erweiterte sich das Arbeitsfeld stetig weiter. Untersucht wurden beispielsweise die Effekte von Legierungszusätzen auf die Lebensdauer bei ermüdender Belastung, das mechanische Verhalten von ferngeordneten Legierungen und die Effekte der plastischen Verformung auf die Hall-Konstante.
1947–1959 war Bolschanina gewählte Abgeordnete im Tomsker Oblastsowjet.
Seit 2004 gibt es die Professor-Bolschanina-Straße in Tomsk.

## Ehrungen
- Stalinpreis (1942)
- Medaille „Für heldenmütige Arbeit im Großen Vaterländischen Krieg 1941–1945“ (1946)
- Leninorden (1954)
- Verdienter Wissenschaftler der RSFSR (1959)